# Tomàs Balvey i Parés
Tomàs Balvey i Parés (Cardedeu, 1790 — Barcelona, 26 de novembre de 1852) fou un químic i farmacèutic català.
Fill de Jaume Balvey farmacèutic i de Victòria Parés. Casat amb Micaela Martorell. La seva família tenia una tradició apotecaria, amb farmàcia establerta a Cardedeu des del segle xvii. Va estudiar farmàcia al col·legi de farmàcia de Sant Victorià entre 1830 i 1843 i a la Universitat de Barcelona dos anys més tard, especialitzant-se en farmàcia quimicoinorgànica. Formava part de l'Acadèmia de Ciències Naturals i Arts de Barcelona. La seva família es va dedicar durant generacions a col·leccionar pots de farmàcia, que juntament amb la biblioteca i l'arxiu familiar van ser donats a l'Ajuntament de Cardedeu durant el segle xx, i amb els quals es va poder inaugurar el Museu Arxiu Tomàs Balvey l'any 1965.